# Julian Polan-Haraschin
Julian Polan-Haraschin, właśc. Haraschin (ur. 1 kwietnia 1912 w Krakowie, zm. 9 lipca 1984 tamże) – zastępca przewodniczącego Wojskowego Sądu Rejonowego w Krakowie w latach 1946–1951 i 1958-1962, odpowiedzialny za wydanie ponad 65 wyroków śmierci na żołnierzy podziemia antykomunistycznego, informator służb PRL, pułkownik Ludowego Wojska Polskiego, w 1963 roku zdegradowany do stopnia szeregowego.

## Życiorys
Urodził się w nauczycielskiej rodzinie Karola i Domiceli z Parczyńskich. Po ukończeniu szkoły powszechnej i gimnazjum w Krakowie, studiował na Wydziale Prawa Uniwersytetu Jagiellońskiego, uzyskując w 1936 tytuł zawodowy magistra. Karierę zaczynał jako urzędnik pocztowy. W latach 1937–1939 był praktykantem, a potem referendarzem w Dyrekcji Okręgowej Poczt i Telegrafów w Krakowie. W kampanii wrześniowej jako urzędnik cywilny był komendantem poczty polowej nr 66 przy Kwaterze Głównej Obszaru Warownego Śląsk. Nosząc podobne do wojskowego umundurowanie pocztowe, przeszył z ramienia na patki srebrne kwadraciki oznaczające jego stopień służbowy, nadając sobie tym samym stopień kapitana. 7 września 1939 pojmany przez hitlerowców pod Skalbmierzem, zbiegł z niewoli. W Wiślicy został przydzielony do kolumny samochodowej nr 53 przy 23 Dywizji Piechoty, jako oficer łącznikowy. 15 września 1939 w bitwie pod Zwierzyńcem został ranny, a 21 września wzięty do niemieckiej niewoli. Uznany za oficera został osadzony w oflagach XI B Braunschweig i II C Woldenberg. Przebywał tam do sierpnia 1940, a uwolniony dzięki staraniom ojca, który zgodnie z prawdą dowodził, że Julian jest cywilem. Po uwolnieniu, niemalże do końca niemieckiej okupacji, pracował w hitlerowskim Biurze Transportu Dyrekcji Monopoli w Krakowie. 15 i 27 marca 1943 aresztowany przez Gestapo, w lipcu 1943 odpowiadał z wolnej stopy przed niemieckim sądem specjalnym pod zarzutem nielegalnego wystawiania nakazów transportu dla samochodów ciężarowych. Po zakończeniu wojny wrócił na pocztę i został radcą prawnym Dyrekcji Okręgowej Poczt i Telefonów w Krakowie.
7 grudnia 1945 zmobilizowany do LWP. Uchwałą Krajowej Rady Narodowej z 20 grudnia 1945 r. zatwierdzono mu sfingowany stopień kapitana. Został powołany przez Wojskową Komendę Rezerw Kraków-Miasto na stanowisko sędziego Wojskowego Sądu Okręgowego nr 5 w Krakowie. Od 1 kwietnia 1946 sędzia Wojskowego Sądu Rejonowego w Krakowie. Od 20 września 1946 (formalnie mianowany 4 listopada 1946) zastępca przewodniczącego Wojskowego Sądu Rejonowego w Krakowie. Funkcję pełnił do 2 marca 1951 r. Jako zastępca szefa sądu prowadził najważniejsze sprawy polityczne wydając ponad 60 wyroków śmierci. Wśród działaczy antykomunistycznego podziemia nosił przydomek Krwawy Julek. Od 9 maja 1946 major, od 17 grudnia 1946 podpułkownik, od 1960 pułkownik. Przeniesiony do rezerwy w 1951. Po odejściu z WSR prowadził wykłady prawa karnego w Wojewódzkim Urzędzie Bezpieczeństwa Publicznego w Krakowie, wszedł do komisji egzaminacyjnej dla funkcjonariuszy tego urzędu. Od 15 marca 1951 do 3 kwietnia 1959 wpisany na listę adwokatów w Wojewódzkiej Izbie Adwokackiej w Krakowie, nie wykonywał zawodu adwokata, pracując jako radca prawny w Zakładach Gazownictwa Okręgu Krakowskiego.
W 1958 r. powrócił do czynnej służby w Siłach Zbrojnych PRL na stanowisko zastępcy szefa Wojskowego Sądu Garnizonowego w Krakowie. Do 1962 r. był równolegle pracownikiem Wydziału Prawa Uniwersytetu Jagiellońskiego (od 1 stycznia 1955 do 30 września 1962 kierownik Studium Zaocznego na Wydziale Prawa UJ). 15 czerwca 1962 r. aresztowany przez funkcjonariuszy Wydziału III SB w Krakowie. Oskarżony o łapownictwo, fałszowanie wyników egzaminów i sprzedawanie dyplomów. 2 listopada 1963 skazany na 9 lat więzienia, 35 000 złotych grzywny i degradację do stopnia szeregowego przez Sąd Powiatowy dla miasta Warszawy. Karę odbywał w więzieniu w Sztumie. Podczas odbywania kary od 1965 lub 1966 był „agentem celnym” (donosił informacje o współosadzonych) Biura Śledczego MSW o pseudonimie „Leon”. W zamian za ułatwienie warunkowego zwolnienia zobowiązał się do współpracy ze Służbą Bezpieczeństwa.
Po warunkowym zwolnieniu z więzienia w grudniu 1968 r. został tajnym współpracownikiem (zwerbowany do współpracy z SB przez Konrada Straszewskiego) SB, zajmując się m.in. rozpracowywaniem kurii krakowskiej, Wyższego Seminarium Duchownego i środowiska Radia Wolna Europa. Wykorzystywano go do rozpracowania m.in.: ks. Andrzeja Deskura, ks. Franciszka Macharskiego (z którego siostrą był żonaty), o. Wojciecha Rostworowskiego (imię zakonne Piotr), kard. Karola Wojtyłę, o. Wojciecha Zmarza, jak również środowiska uniwersyteckiego i intelektualistów krakowskich (m.in.: Michała Chorośnickiego, Mieczysława Dąbrowskiego, Tomasza Gizbert-Studnickiego, Zdzisława Grelowskiego, Mieczysława Habichta, Zygmunta Hanickiego, adw. Julii Kąckiej, Henryka Kułakowskiego, Stefana Langroda, Jacka Macharskiego, adw. Władysława Macharskiego, Aleksandra Peczenika, adw. Maksymiliana Przybylskiego, Pawła Roliana, adw. Andrzeja Rozmarynowicza, Jana Woleńskiego). W późniejszych latach także do rozpracowania środowiska polskich księży w Watykanie oraz Jana Pawła II (m.in. w ramach akcji „Lato-79”). Zachowały się również jego raporty z rozpracowywania środowisk wolnomularskich.
Przedstawiał się jako były członek AK, w stopniu kapitana, co ułatwiło mu wstąpienie w szeregi ZBoWiD i awans.
Zmarł 9 lipca 1984, pochowany na cmentarzu Rakowickim w Krakowie (kwatera VIII-zach-po prawej Hawełki).

## Rodzina
Dwukrotnie żonaty. Pierwsze małżeństwo zawarł z Marią Kurkiewicz 7 września 1940. Rozwiódł się w 1956, a następnie ożenił z Janiną Macharską, siostrą kardynała Franciszka. Miał dwójkę dzieci.

## Publikacje
- Organizacja sądownictwa i prokuratury w wojsku polskim, 1961
- Prawo karne wojskowe Wielkiej Brytanii, 1957

## Ordery i odznaczenia
- Order Krzyża Grunwaldu III klasy
- Złoty Krzyż Zasługi (29 września 1955)[6]
- Krzyż Walecznych
- Krzyż Partyzancki
- Śląski Krzyż Powstańczy
- Srebrny Krzyż Zasługi (po raz drugi 1 października 1946[7])
- Medal Zwycięstwa i Wolności 1945
- Medal 10-lecia Polski Ludowej (15 stycznia 1955)[8]
- wiele medali polskich i radzieckich.

Bezprawnie przypisywał sobie także posiadanie Krzyża Srebrnego Orderu Virtuti Militari.